# الیوت اچ لیب
اِلیوت ه. لیب (انگلیسی: Elliott H. Lieb؛ زاده ۳۱ ژوئیهٔ ۱۹۳۲) فیزیک‌دان و ریاضی‌دانِ اهل ایالات متحده آمریکا است. وِی در حالِ حاضر عضوِ هیأتِ علمیِ دانش‌کده‌های ریاضی و فیزیکِ دانشگاه پرینستون است. او در سال ۱۹۹۸ برنده مدال بولتزمن شد.